# Spilogona brunneisquama
Spilogona brunneisquama är en tvåvingeart som först beskrevs av Zetterstedt 1845.  Spilogona brunneisquama ingår i släktet Spilogona och familjen husflugor. Arten är reproducerande i Sverige. Inga underarter finns listade i Catalogue of Life.